# The Mill
The Mill es una empresa de posproducción dedicada a producir efectos visuales y gráficos generados por ordenador para películas y series de televisión. Fue fundada por Robin Shenfield y Pat Joseph en 1990 en Londres. También tiene sedes en Nueva York, Los Ángeles y Chicago.
The Mill, es respetada por su alta gama de efectos visuales, imágenes generadas por computadora y proyectos digitales para la publicidad, juegos, la industria del cine y de la música. The Mill suele ser bien representada en los numerosos comerciales y en las ceremonias de premios de Efectos Visuales en todo el mundo cada año. Algunas de las principales campañas de publicidad incluyen Sony, Nike, Levi’s, Honda y Adidas.

## Historia

### Fundación y primeros años
En 1990, Robin Shenfield y Pat Joseph abrieron The Mill, un estudio de posproducción y efectos visuales, en Soho, Londres. Comenzando como una casa de efectos visuales para la industria de la publicidad, fue la primera empresa de VFX en Europa en usar métodos exclusivamente digitales.
En el año siguiente de su creación, la compañía ya trabajaba con algunos grandes nombres, como las agencias de publicidad AMV, BBH y Saatchi & Saatchi. En los años siguientes, trabajaron en una serie de anuncios publicitarios icónicos con algunas de las principales marcas, como Levi’s, PlayStation y Coca-Cola.

### Operaciones internacionales
En el año 2002 abrió un estudio en Nueva York, convirtiéndose en la primera empresa de efectos visuales del Reino Unido en hacerlo. La extensión de las operaciones en los EE. UU. fue un éxito, ya que la empresa empleaba más de 100 personas en 2009. The Mill NY, ganó el D&AD Pencil por su trabajo en Coca-Cola "Es el mío", y el premio León de Oro en el Festival de Cannes por su trabajo de diseño en el OFFF Festival Internacional de Cine en 2010.
Tras el éxito de este estudio, The Mill abrió un estudio en Los Ángeles en 2007. Se convirtió de nuevo en la primera casa de efectos visuales británica en abrir un estudio en la costa oeste; y una vez más, la nueva empresa tuvo un gran éxito: En 2010, el equipo ganó el VES Award al Mejor Personaje Animado en un programa o comercial en Caterpillar.
En 2013, The Mill abrió una oficina en Chicago, en colaboración con Whitehouse Post.

## Operaciones actuales
The Mill, está involucrada en una serie de proyectos de efectos visuales, desde el diseño de personajes simples hasta la compleja creación de estadios deportivos completos. Supervisores, productores y artistas de la compañía, están presentes en todas las etapas de producción, desde la pre-visualización y obras de arte conceptual, supervisión de rodaje en 3D y 2D, clasificación, y color a través de la entrega del proyecto terminado. Los proyectos comerciales más recientes incluyen: Nike "Write the future",  Axe "Susan Glenn", Call of Duty "Eclipse - Surprise", Audi "Hummingbird" y PlayStation  "All Star".

### Premios
- Oscar 2001, Mejores Efectos Visuales: Gladiator[4]

## Filmografía de The Mill
- Jane Eyre (película de 1996) (1996)
- G.I. Jane (1997)
- Razor Blade Smile (1998)
- The Tale of the Rat That Wrote (1999)
- Miss Julie (1999)
- Jam (2000)
- The Sight (2000)
- Iris (película) (2001)
- Rockface (2002)
- The Life of David Gale (2003)
- Hotel Infinity  (2004)
- Closer (película) (2004)
- Doctor Who
- The Sarah Jane Adventures
- Torchwood
- Merlín
- Demons (2009)
- Primeval
- Ice Age Giants
- Los miserables (película de 2012) (2012)